# Šilj
Šilj ili šiljka (lat. Danthonia alpina Vest.) je vrsta roda Danthonia DC.

## Opšte karakteristike
Šilj je višegodišnja zeljasta busenasta biljka (hemikriptofita). Stabljike su vitke, uspravne ili ustajuće, do 80 cm visoke. Listovi su usko linearni, do 3 mm široki, postepeno zašiljeni, po obodu često trepavičavo dlakavi. Najviši list na stabljici obično ne dostiže svast. Na mestu jezička (ligule) se nalazi venčić dlačica, dugih oko 4 mm. Cvast je rastresiti grozd, retko duži od 5 cm, sa tri do osam uspravno odstojećih klasića. Donje grane cvasti su nekad razgranate, sa do osam uspravno odstojećih klasića. Klasići su svetlozeleni, ponekad sa ljubičastom nijansom, obično sa dva do tri cveta, krupni, do preko 1,5 cm dugi. Pleve su fino zašiljene, približno iste dužine kao klasić, oko 15 mm. Gornje plevice su za polovinu duže od pleva, po obodu čekinjasto dlakave, tvrde, na vrhu sa dva zuba, između kojih se nalazi oska, duga do 1 cm, koja je, kad je suva, trakasto upredena i kolenasto savijena. Plod je dug do 3,5 mm. Cveta u maju i junu. Utvrđen je broj hromozoma 2n = 36. 

## Stanište i rasprostranjenje
Šilj raste u brdskim i planinskim predelima, na bazičnim ili ispranim, toplim i suvim, često skeletnim, siromašnim zemljištima. Obično se može naći na suvim i kamenitim pašnjacima, ali i u svetlijim, kserotermnim šumama borova i hrastova. U zapadnoj Srbiji izgrađuje zajednicu Danthonietum calycinae Cinc. Et Koj., na ultramafitima, na nadmorskoj visino od 600 do 1100 m. Zastupljen je i u asocijacijama Bromo-Danthonietum alpinae i Danthonio-Scorzoneretum villosae, na podrčju submediteranskog i mediteransko-montanog dinarskog krša.
Rasprostranjena je u srednjoj i južnoj Evropi, Aziji i severnoj Africi. Gaji se u Severnoj Americi i Australiji.

## Privredni značaj
Šilj je značajan kao vrsta koja vezuje zemljište u degradacionim fazama kserotermnih hrastovih i borovih šuma, na plitkim, kamenitim zemljištima (sirozemi, rendzine). Furažna vrednost je neznatna. Jedna je od pionirskih vrsta na kamenjarskim pašnjacima dinarskog krša i najznačajnijih krmnih vrsta. 

## Spoljašnje veze
- The Euro+Med PlantBase — the information resource for Euro-Mediterranean plant diversity
- Tropicos